# 波蒂伊夫卡 (日托米爾區)
50°37′11″N 28°57′52″E / 50.61972°N 28.96444°E

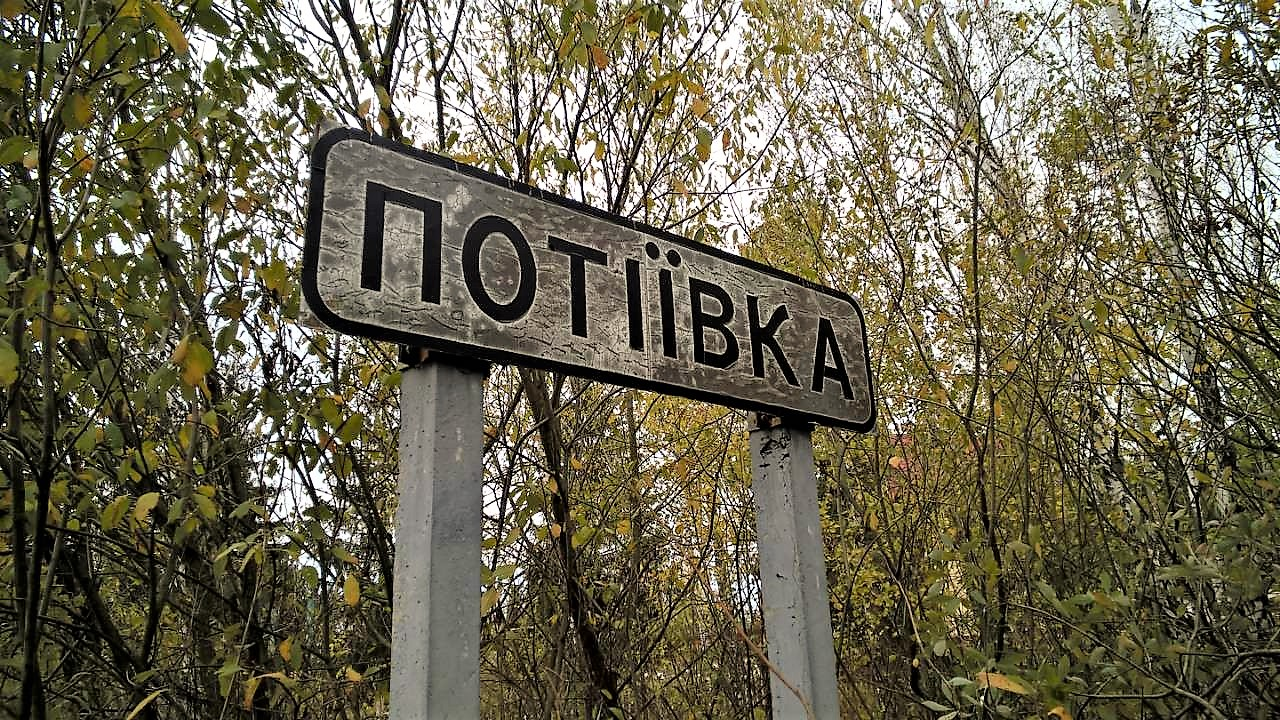
路牌

波蒂伊夫卡（烏克蘭語：Потіївка），是烏克蘭北部日托米爾州日托米爾區波蒂伊夫卡市镇内的村落及其行政中心。始建於1603年，面積3.26平方公里，海拔高度185米，2001年人口2,128。人口1,663。